# Jean-Mattéo Bahoya
Jean-Mattéo Bahoya Négoce (* 7. Mai 2005 in Montfermeil) ist ein französisch-kamerunischer Fußballspieler, der aktuell bei Eintracht Frankfurt in der Bundesliga unter Vertrag steht.

## Karriere

### Verein
Bahoya begann seine fußballerische Ausbildung 2011 bei FE Trélazé. Ein Jahr später wechselte er zur ES Andard Brain, wo er von 2012 bis 2014 spielte. Anschließend wechselte er in die Jugend des SCO Angers. In der U17 wurde er mit 30 Toren in 25 Spielen Torschützenkönig in der Saison 2019/20. In der Saison 2021/22 spielte er sowohl für die U19 in der Coupe Gambardella, als auch in der vierten Liga für die Zweitvertretung. Dabei unterschrieb er Mitte Mai 2022 seinen ersten Profivertrag bis Juni 2025. Nach weiteren Viertligaeinsätzen debütierte er am 25. Februar 2023 (25. Spieltag) nach später Einwechslung bei einer 1:3-Niederlage gegen Olympique Lyon in der Ligue 1. Bis zum Ende der Saison 2022/23 kam er auf zehn Ligaeinsätze, stieg mit seiner Mannschaft jedoch in die Ligue 2 ab. Dort schoss er am fünften Spieltag, bei einem 2:0-Sieg über den Paris FC, sein erstes Profitor überhaupt. Bis Mitte Januar kam er in der Liga 19 Mal zum Zug, schoss fünf Tore und bereitete zwei Treffer vor.
Ende Januar 2024 wechselte er nach Deutschland zum Bundesligisten Eintracht Frankfurt. Am 3. Februar 2024 (20. Spieltag) kam er zu seinem Bundesligadebüt nach Einwechslung bei einer 0:2-Niederlage gegen den 1. FC Köln; im Auswärtsspiel gegen den VfL Bochum am 16. März 2025 erzielte er sein erstes Bundesligator.

### Nationalmannschaft
Bahoya spielte von November 2022 bis Juni 2023 sechsmal für die U18-Junioren der Franzosen. Seit September 2023 ist er für die U19-Nationalmannschaft aktiv.
Anlässlich der U-21-Europameisterschaft 2025 in der Slowakei wurde Bahoya von Trainer Gérald Baticle in das französische Aufgebot berufen.

## Erfolge
Auszeichnungen
- Torschützenkönig der U17-Meisterschaft: 2019/20